# Никани (Сучава)
Никани (рум. Nicani) насеље је у Румунији у округу Сучава у општини Замостеа. Oпштина се налази на надморској висини од 299 m.

## Становништво
Према подацима из 2002. године у насељу је живело 538 становника, од којих су сви румунске националности.